# Kursaal (Villeurbanne)
Pour les articles homonymes, voir Kursaal (homonymie).
Le Kursaal est la première salle de cinéma de Villeurbanne, ville du département du Rhône, en France.

## Historique
Le 3 avril 1912, un arrêté municipal autorise l'électricien Louis Boyer à ouvrir un cinématographe dans un bâtiment ne comportant qu'un rez-de-chaussée au numéro 147 du cours Tolstoï. Il est à l'origine baptisé Cinéma-Populaire, et c'est avant l'autorisation préfectorale, le 4 avril 1912, qu'il inaugure sa première projection au profit des ouvrières en grève de l'usine de fabrication de chaussures Lépand.
La salle ferme ses portes en 1958, et ses locaux sont cédés à l'Église évangélique de Réveil de Villeurbanne.